# Église Notre-Dame-de-l'Assomption-de-la-Très-Sainte-Vierge de Champcueil
Pour les articles homonymes, voir Notre-Dame-de-l'Assomption, Église Notre-Dame et Assomption (homonymie).
L'église Notre-Dame-de-l'Assomption-de-la-Très-Sainte-Vierge est une église paroissiale de culte catholique, dédiée à l'Assomption de la Vierge Marie, située dans la commune française de Champcueil et le département de l'Essonne.

## Histoire
Daté du XIIe siècle, l'édifice est modifié au siècle suivant puis aux XVe siècle-XVIe siècle.
Le chœur est rebâti au XIIIe siècle et les charpentes sont refaites aux XVe siècle-XVIe siècle.
Le clocher est tronqué au XIXe siècle.
L'édifice est classé au titre des monuments historiques depuis le 20 juin 1986.

## Architecture
L'édifice est important pour la commune et relève plus d'une abbatiale ou collégiale.

## Pour approfondir

## Sources
1. 1 2  Notice no PA00087856, sur la plateforme ouverte du patrimoine, base Mérimée, ministère français de la Culture. Consulté le 03/07/2019.
2. 1 2  l'église sur le site patrimoine-religieux.fr
3. ↑  L'église sur le site evry.catholique.fr